# 反対圏
圏論という数学の分野において，与えられた圏 C の反対圏（はんたいけん，英: opposite category），逆圏（ぎゃくけん）あるいは双対圏（そうついけん，英: dual category）Cop は射を逆にする，つまり，各射の始域と終域を交換することによって作られる．逆にする操作を2回やるともとの圏になるので，逆圏の逆圏はもとの圏自身である．記号で書けば，{\displaystyle (C^{\text{op}})^{\text{op}}=C} である．

## 例
- 例の1つは半順序の不等式の向きを逆にして得られる．つまり X が集合で ≤ が半順序関係のとき，新しい半順序関係 ≤new を

x ≤new y  ⇔  y ≤ x
によって定義できる．例えば，子と親，あるいは子孫と先祖という逆のペアがある．
- ブール代数とその準同型の圏はストーン空間（英語版）と連続写像の圏の逆圏と同値である．
- アフィーンスキームの圏は可換環の圏の逆圏と同値である．
- ポントリャーギン双対性を制限してコンパクトハウスドルフ空間ハウスドルフ可換位相群の圏と（離散）アーベル群の圏の逆圏の間の同値を得る．
- Gelfand–Neumark の定理により，局所化可能な可測空間（と可測関数）の圏は可換フォン・ノイマン環（と *-環の正規単位的（英語版）準同型）の圏と同値である[1]．

## 性質
逆は積を保つ：
{\displaystyle (C\times D)^{\text{op}}\cong C^{\text{op}}\times D^{\text{op}}} (積圏を参照)
逆は関手を保つ：
{\displaystyle (\mathrm {Funct} (C,D))^{\text{op}}\cong \mathrm {Funct} (C^{\text{op}},D^{\text{op}})} (関手圏，逆関手を参照)
逆は slice を保つ：
{\displaystyle (F\downarrow G)^{\text{op}}\cong (G^{\text{op}}\downarrow F^{\text{op}})} (コンマ圏を参照)